# Atletica leggera ai Giochi della XXVI Olimpiade - 800 metri piani femminili

Video della Finale

Gli 800 metri piani hanno fatto parte del programma femminile di atletica leggera ai Giochi della XXVI Olimpiade. La competizione si è svolta nei giorni 26-29 luglio 1996 allo Stadio Olimpico del Centenario di Atlanta.

## Presenze ed assenze delle campionesse in carica
| Competizione         | Atleta             | Prestazione | Atlanta 1996 |
| -------------------- | ------------------ | ----------- | ------------ |
| Olimpiadi 1992       | Ellen van Langen   | 1'55”54     | Assente      |
| Commonwealth 1994    | Inez Turner        | 2'01”74     | Presente     |
| Goodwill Games 1994  | Maria Mutola       | 1'57”63     | Presente     |
| Europei 1994         | Lyubov Gurina      | 1'58”55     | Non selez.   |
| Coppa del mondo 1994 | Maria Mutola       | 1'58”27     | Presente     |
| Asiatici 1994        | Qu Yunxia          | 1'59”85     | Assente      |
| Panamericani 1995    | Meredith Rainey    | 1'59”44     | Presente     |
| Africani 1995        | Maria Mutola       | 1'56”99     | Presente     |
| Mondiali 1995        | Ana Fidelia Quirot | 1'56”11     | Presente     |
|                      |                    |             |              |
| Mondiali junior 1992 | Lu Yi              | 2'02”91     | Non selez.   |

1. ↑  Sotto la bandiera del Mozambico.

## La gara
Maria Mutola è imbattuta sulla distanza dal 1992: ha una striscia vincente di 50 vittorie.
Le semifinali sono due lotte senza esclusione di colpi. Nella prima Svetlana Masterkova batte in volata Ana Fidelia Quirot con 1'57"95; mentre nella seconda Maria Mutola prevale su Elena Afanasjeva in 1'57"62. Viene eliminata la primatista mondiale stagionale, Meredith Rainey, settima.
In finale Svetlana Masterkova cerca di battere la Mutola sul ritmo e fissa un'andatura indiavolata: 58"43 al primo giro. La Mutola è terza. Inaspettatamente non reagisce e decide di sprintare solo a 80 metri dalla fine. La Masterkova arriva solitaria al traguardo e la Mutola è preceduta anche dalla Quirot.

## Risultati

### Turni eliminatori
| 5 batterie   | 26 luglio | 37 partenti   | Si qualificano le prime 2 + i 6 migliori tempi. |
| 2 semifinali | 27 luglio | 8 + 8         | Si qualificano le prime 4.                      |
| Finale       | 29 luglio | 8 concorrenti |                                                 |

### Finale
| Pos | Paese         | Atleta              | Tempo   |
| --- | ------------- | ------------------- | ------- |
|     | Russia        | Svetlana Masterkova | 1'57"73 |
|     | Cuba          | Ana Fidelia Quirot  | 1'58"11 |
|     | Mozambico     | Maria Mutola        | 1'58"71 |
| 4   | Regno Unito   | Kelly Holmes        | 1'58"81 |
| 5   | Russia        | Elena Afanasjeva    | 1'59"57 |
| 6   | Francia       | Patricia Djaté      | 1'59"61 |
| 7   | Bielorussia   | Natascia Duchnova   | 2'00"32 |
| 8   | Nuova Zelanda | Toni Hodgkinson     | 2'00"54 |